# Thân Công Tài
Thân Công Tài (申公才, 1620 - 1683), tự Phúc Khiêm; là một viên quan của vương triều Lê trung hưng, nổi tiếng với chiến lược phát triển kinh tế vùng biên ải thời phong kiến của Việt Nam.

## Tiểu sử
Ông sinh trưởng ở xã Như Thiết, huyện Yên Dũng xưa; nay là thôn Như Thiết, xã Hồng Thái, huyện Việt Yên, tỉnh Bắc Giang, người dân tộc Tày. Có thể thuộc dòng dõi của Thân Thừa Quý trên đất Lạng Sơn.
Không rõ gia cảnh, quá trình học tập và làm quan của Thân Công Tài. Căn cứ bia mộ của ông và một số tài liệu, thì chỉ biết ông sinh năm Canh Thân (1620) dưới triều vua Lê Thần Tông. Lớn lên, ông ra làm quan cho triều Lê trung hưng, lần lượt trải các chức: Tri thị nội thư tả (1672), Đề đốc (các xứ Kinh Bắc, Thái Nguyên, Lạng Sơn), Đô đốc Đồng Tri (1683), Tả Đô đốc, v.v... và từng được phong đến tước Hán quận công.
Ngày 11 tháng 8 (âm lịch) năm Chính Hòa thứ 4 (Quý Hợi, 1683) đời vua Lê Hy Tông, Thân Công Tài mất, hưởng thọ 64 tuổi (tuổi ta). Sau khi mất, ông được an táng nơi quê nhà, và được đặt thụy hiệu là Minh Đạt Phủ Quân.
Trong suốt cuộc đời làm quan, Thân Công Tài đã nhiều lần qua lại các vùng biên ải. Thấy việc giao thương ở Lạng Sơn kém phát triển, ông đã cùng với Vũ quận công Vi Đức Thắng là người bản địa, đứng ra lập chợ Kỳ Lừa, làm nơi buôn bán giao lưu hàng hóa giữa hai nước Đại Việt (tức Việt Nam ngày nay) và Trung Quốc .
Vì vậy, nhân dân hai nước Việt - Trung lúc bấy giờ đã tôn làm "sư phụ và là lưỡng quốc khách nhân" .

## Ghi nhận công lao

Cảnh phiên chợ Kỳ Lừa ở cuối thế kỷ 19

Tổng tài Quốc sử quán triều Nguyễn là của Cao Xuân Dục, đã ghi nhận công lao của Thân Công Tài trong sách Đại Nam dư địa chí ước biên như sau: 
"Quan Trấn thủ nhà Lê là Tả đô đốc Hán quận công coi dân có đức, có công dựng chợ, mở phố, người sau nhớ ơn lập đền thờ ông. Nên có câu: Kỳ Lừa có đền Tả phủ, nhờ Hán quận công lập phố ngày xưa...
"Phố chợ Kỳ Lừa ở xã Vĩnh Trại, châu Thoát Lãng. Chợ thông nam, bắc; khắp nơi khách buôn dồn về, là chợ lớn của cả tỉnh" 
Công lao ấy, cũng đã được ghi nhận trên tấm bia đá (tạc năm 1686) và đôi câu đối bằng chữ Hán ở trong đền Tả Phủ (Lạng Sơn):
Lịch sử lưu danh truyền hậu thế,
Thương trường khai thị Hán Quận Công.
Nghĩa là: 
Lịch sử lưu danh truyền muôn thuở, 
Mở chợ gây dựng thương trường là Hán Quận Công.
Gần đây, trong một bài viết đăng tải trên báo Dân tộc, nhân cách và sự nghiệp của ộng lại được đề cao:
..."Qua nhiều năm làm quan, Thân Công Tài luôn thể hiện mình là một viên quan thanh cao, đức độ, chính trực, luôn gần gũi với dân và lo nỗi lo của dân. Trong bối cảnh của thời kỳ "Lê - Trịnh" đầy biến động, nhiều viên quan lộng hành, nhũng nhiễu, vơ vét, tìm cách sát phạt nhau để tranh giành quyền bính... thì ông dầm mình nơi vùng biên ải xa xôi của nước Việt, thực hiện công cuộc canh tân đất nước, mở rộng quan hệ với triều Thanh (Trung Quốc) bằng con đường "giao thương".
"Tại Lạng Sơn, bên cạnh việc củng cố kiện toàn lực lượng quốc phòng, Thân Công Tài đã huy động sức dân san đồi bạt núi, mở hệ thống bảy trục đường, lập nên bảy phường hội cho dân sinh sống an khang. Thành Đoàn, một cứ điểm phòng thủ quân sự đã trở thành nơi quần cư đa dân tộc, người buôn kẻ bán tấp nập. Chợ Kỳ Lừa đã được tạo dựng khang trang để cho nhân dân vùng biên giới hai nước tụ họp buôn bán sầm uất...Do việc mở rộng giao thương buôn bán, đời sống của nhân dân vùng biên giới thời kỳ này được cải thiện rõ rệt, an ninh quốc phòng được giữ vững; nên Thân Công Tài được đánh giá là một nhà chính trị, nhà quân sự, nhà ngoại giao, nhà kinh tế tài giỏi, là ngôi sao tỏa sáng ở thế kỷ 17"...
Hiện nay, từ Lạng Sơn đến Hà Nội có rất nhiều nơi thờ Thân Công Tài. Đền chính và phần mộ của ông được xây dựng tại xóm Ga thuộc thôn Như Thiết, xã Hồng Thái, gần Quốc lộ 1 cũ. Đền có tên là đền Như Thiết, được xây vào năm Chính Hòa thứ 7 (1686). Năm 1967, đền và mộ đều bị hư hỏng vì bom đạn. Về sau, cả hai đều được nhân dân tôn tạo lại. Lễ hội được tổ chức vào ngày 11 tháng 8 âm lịch hàng năm.
Lễ hội đầu pháo Kỳ Lừa được tổ chức từ ngày 22 đến 27 tháng giêng âm lịch tại đền Tả Phủ, chợ Kỳ Lừa, phường Hoàng Văn Thụ, thành phố Lạng Sơn để tưởng nhớ và tôn vinh công đức của Thân Công Tài. Tên bia ở đền Tả Phủ là Tôn sư phụ bi ý nói tôn Thân Công Tài là một người thầy một người cha có công với xứ Lạng.